# 病ンデル彼女
「病ンデル彼女」(やんでるかのじょ)は、日本のヴィジュアル系バンド、R指定が2014年5月14日に発売した、通算16枚目となるシングル。

## 概要
- 前作「妄想日記」から7か月ぶり、オリジナルのシングルとしては15thシングル「セカイノオワリ」から、11か月ぶりのリリースとなった。なお、3rdオリジナルアルバム『VISUAL IS DEAD』発売後、初のシングルでもある。
- 通常盤と初回限定盤の2形態でのリリースで、初回限定盤には表題曲「病ンデル彼女」のPVとメイキング映像が収録されたDVDが封入されている。
- 本作以降、15thシングル「セカイノオワリ」と同様に、初回限定盤と通常盤の収録曲や曲数が同じになっている。

## 収録曲

### CD
1. 病ンデル彼女
この曲は、ボーカルのマモがギターを演奏している数少ない楽曲である。
2. アバズレディ

### 初回限定盤DVD
1. 病ンデル彼女 PV
2. 病ンデル彼女 PV Making

## 収録アルバム
オリジナルアルバム
- 『少女喪失 -syojosoushitsu-』(#1)